# 岔路镇 (霍邱县)
岔路镇，是中华人民共和国安徽省六安市霍邱县下辖的一个乡镇级行政单位。

## 行政区划
岔路镇下辖以下地区：
岔路社区、岔路村、卧龙集村、天堂村、草楼村、邢楼村、周店村、水楼村、洪城村、共同村、元圩村和莲花寺村。